# Arthur Chalamet
Arthur Jean Marie Chalamet, né le 19 décembre 1822 à Vernoux-en-Vivarais et mort le 5 décembre 1895 à Paris, est un agrégé de lettres, professeur de rhétorique et homme politique français.

## Biographie
Il entre à l'École normale en 1842 et devient agrégé de lettres, exerçant comme professeur de rhétorique tant à Tournon, à Caen, à Clermont-Ferrand, puis à Lyon. Il est aussi collaborateur pour plusieurs journaux.

## Carrière politique
En 1872, il est élu conseiller général du département de l'Ardèche, par le canton de Vernoux, après la mort et en remplacement de son frère Gaston, qui avait été préfet de l'Ardèche sous le gouvernement de la Défense nationale.
Élu député de l'Ardèche de 1876 à 1883, il est, lors de la crise du 16 mai 1877 l'un des signataires du manifeste des 363. Réélu en octobre 1877, puis en 1881, il est sous-secrétaire d'État à l'Instruction publique du 16 décembre 1881 au 29 janvier 1882 dans le gouvernement Léon Gambetta. Il est ensuite élu sénateur de l'Ardèche le 1er avril 1883 au 5 décembre 1895.
En janvier 1878, il a soumis à la Chambre une proposition de loi, qui a abouti à la fondation d'une école supérieure d'institutrices Fontenay-aux-Roses. Il a longtemps été vice-président de l'Union républicaine.